# Gerhard Senkpiel
Gerhard Senkpiel (* 7. Mai 1930 in Gischkau, Landkreis Danziger Höhe; † 29. September 1994 in Rostock) war ein deutscher Funktionär der DDR-Blockpartei DBD. Er war Vorsitzender des Bezirksvorstandes Rostock der DBD.

## Leben
Senkpiel war von 1945 bis 1949 als Landwirtschaftsgehilfe tätig, qualifizierte sich zum Staatlich geprüften Landwirt sowie zum Ackerbauberater der VdgB/BHG im Kreis Grevesmühlen. 1950 wurde er Mitglied der Demokratischen Bauernpartei Deutschlands (DBD). Ab 1952 war er Kreisinstrukteur der DBD sowie Seminar- und Schulleiter verschiedener Bildungsstätten der Partei in Bad Kleinen und Osternienburg. Er qualifizierte sich später zum Diplom-Staatswissenschaftler.
Von 1963 bis 1977 war er Sekretär, von 1977 bis 1982 stellvertretender Vorsitzender und vom 20. Mai 1982 bis 1989 Vorsitzender des Bezirksvorstandes Rostock der DBD. Ab 1963 war Senkpiel Abgeordneter des Bezirkstages Rostock. Er war zudem seit 20. Mai 1982 Mitglied des Bezirksausschusses der Nationalen Front der DDR. Ab Mai 1982 (XI. Parteitag) gehörte Senkpiel auch dem Parteivorstand der DBD an.

## Auszeichnungen
- Vaterländischer Verdienstorden in Bronze (1973)